# Erythema gyratum repens
Erythema gyratum repens (łac.) jest to rzadko występujący skórny marker nowotworów narządów wewnętrznych. W każdym przypadku istnieje konieczność poszukiwania nowotworu.

## Etiologia
Występuje częściej u mężczyzn między 40 a 60 rokiem życia. W 90% przypadków towarzyszy nowotworom płuc, przełyku, jelit, gruczołu piersiowego. O patogenetycznej roli nowotworów świadczą przypadki gwałtownego ustępowania zmian po udanym zabiegu usunięcia nowotworu. W 10% przypadków nie wykazano związku z nowotworami mimo wieloletniej obserwacji.

## Objawy i przebieg
Zmiany skórne są bardzo charakterystyczne. Są to złuszczające się rumienie, układające się koncentrycznie, przypominające słoje drewna. Szerzą się bardzo szybko, ok. 1 cm na dobę. Najczęściej zajęty jest tułów i kończyny, z zaoszczędzeniem twarzy, dłoni i stóp. Zmianom towarzyszy niezbyt nasilony świąd.